# Kolegiata w Stuttgarcie
Kolegiata (niem. Stiftskirche) – luterańska świątynia parafialna znajdująca się w niemieckim mieście Stuttgart.
Gotycką świątynię halową wzniesiono latach 1436–1531, była siedzibą kapituły kolegiackiej. Od 1534 w kościele odprawiano nabożeństwa protestanckie. W 1944 roku kościół został doszczętnie zniszczony wskutek bombardowania, odbudowano go w zmodernizowanej formie po roku 1954.

## Historia
Kościół wzniesiono w 1240 wieku w miejscu jednonawowego, wiejskiego kościoła. Konflikt między Królestwem Niemiec a hrabstwem Wirtembergii doprowadził do przeniesienia się kanoników z Beutelsbach do Stuttgartu, najważniejszego wirtemberskiego miasta, między rokiem 1312 a 1321, co skutkowało wyniesieniem świątyni do godności kolegiaty. Od tego czasu do kapituły należał prepozyt, dwunastu kanoników i dwunastu wikariuszy, przy czym prepozyt był jednocześnie proboszczem miejskiej parafii. Przenosiny zostały formalnie zatwierdzone w 1324 roku przez biskupa Konstancji. W 1321 Ulryk, nieślubny syn hrabiego Eberharda I, miał ufundować budowę nowego prezbiterium bądź jego rozbudowę.
W 1432 rozpoczęto przygotowania do budowy nowej, halowej kolegiaty, co było związane z rozbudową miasta przez Ulryka V. W 1436 wmurowano kamień węgielny. W 1445 ukończono budowę południowej części, a w 1456 poświęcono dziewięć ołtarzy. W latach 1463–1464 wybudowano szóste piętro wieży, na którym ulokowano pomieszczenie dla miejskiego strażnika. Prace budowlane spowolniła śmierć hrabiego Ulryka, głównego fundatora, w 1480 roku. W 1530 na zachodniej wieży zamontowano zegar wybijający godziny. Ostatecznie budowę ukończono w roku 1531, z powodów finansowych zrezygnowano z budowy iglicy zachodniej wieży.
Od początku XVI wieku stuttgarcka kapituła, niegdyś najbogatsza w Wirtembergii, zaczęła popadać w problemy finansowe. 16 maja 1534 w świątyni odprawiono pierwsze nabożeństwo protestanckie, a katolicy ostatnią mszę odprawili 2 lutego 1535. 8 maja 1535 z wnętrza usunięto wszystkie podobizny świętych. Przyjście reformacji doprowadziło do okrojenia liczby kanoników do zaledwie czterech – dwóch kaznodziei i dwóch diakonów. Wejście w życie interim augsburskiego 30 czerwca 1548 ponownie umożliwiło odprawianie tu nabożeństw katolickich, lecz już 12 sierpnia 1552 zakazano odprawiania mszy w rycie łacińskim i powierzono kolegiatę reformatorowi Johannowi Brenzowi. Świątynia uznawana była za główny protestancki ośrodek w Wirtembergii. W 1608 wykonano kryptę, w której chowano kolejnych władców Wirtembergii.
Po I bitwie pod Nördlingen w 1634 roku miasto zajęły wojska habsburskie, a kościół przeszedł w ręce jezuitów. Zakonnicy kazali usunąć kilka nagrobków protestanckich duchownych ze świątyni i umieścili w ich miejscu wizerunki świętych lub umiejscowili groby własnych współbraci – tuż przy grobie Brenza pochowano jezuitę, o. Eusebiusa Reeba. W styczniu 1649 kościół wrócił w ręce luteran, mimo likwidacji kapituły wciąż był znany jako kolegiata. W 1683 kryptę książęcą wydłużono na północ oraz dobudowano kolejną kryptę pod zakrystią. Do 1806 był to jedyny kościół parafialny w mieście. W latach 1807–1810 do kościoła przeniesiono organy z sekularyzowanego klasztoru w Zwiefalten; w celu ich montażu rozebrano gotyckie lektorium. W latach 1837–1845 instrument zainstalowano na nowo wybudowanej emporze. W 1826 rozebrano sklepienie prezbiterium i zastąpiono je drewnianym stropem. W latach 1839–1843 kościół poddano regotycyzacji wg projektu Carla Alexandra Heideloffa oraz usunięto część zabytkowych nagrobków. W latach 1879–1881 przemalowano ściany i sklepienia prezbiterium oraz pozłocono część żeber i zworników. W 1886 uruchomiono parową instalację grzewczą.
Pierwsze zniszczenia spowodowane II wojną światową pojawiły się wskutek nalotu z wiosny 1944 roku. Podczas kolejnego nalotu z 25 lipca 1944 świątynia doszczętnie spłonęła, a bombardowanie z 13 września 1944 zniszczyło południową ścianę. Kolegiata została praktycznie całkowicie zniszczona, z wyjątkiem dwóch wież, które groziły zawaleniem. Po latach dyskusji w 1954 podjęto decyzję o powierzeniu odbudowy Hansowi Seytterowi. Architekt zdecydował o rekonstrukcji zewnętrznego wyglądu świątyni oraz wykreowaniu całkowicie nowego wnętrza – zrezygnował z układu halowego na rzecz jednej, wielkiej nawy przykrytej drewnianym sklepieniem kolebkowym. 1 czerwca 1958 konsekrowano nową nawę. W 1993 ogłoszono konkurs architektoniczny na przebudowę kościoła, w którym zwyciężył architekt Bernhard Hirche. Prace budowlane opóźniły prace archeologiczne w świątyni. W latach 1999–2003 wzniesiono tzw. dolny kościół, który umożliwia podziwianie znalezisk archeologicznych. Pod sufitem podwieszono tafle szkła przypominające żagle, nawiązujące do kształtu dawnych sklepień.

## Architektura i wyposażenie
Od 1954 roku kościół łączy cechy gotyku i modernizmu. Jest jednonawowy. Charakterystyczną cechą są dwie wieże – jedna dostawiona jest do południowo-zachodniej fasady, a druga – do południowo-wschodniej elewacji bocznej. Organy na emporze zainstalowano w 2004 roku, wykonało je przedsiębiorstwo Orgelbau Mühleisen z Leonbergu. Składają się z czterech manuałów i 5422 piszczałek zgrupowanych w 81 głosów.

## Galeria

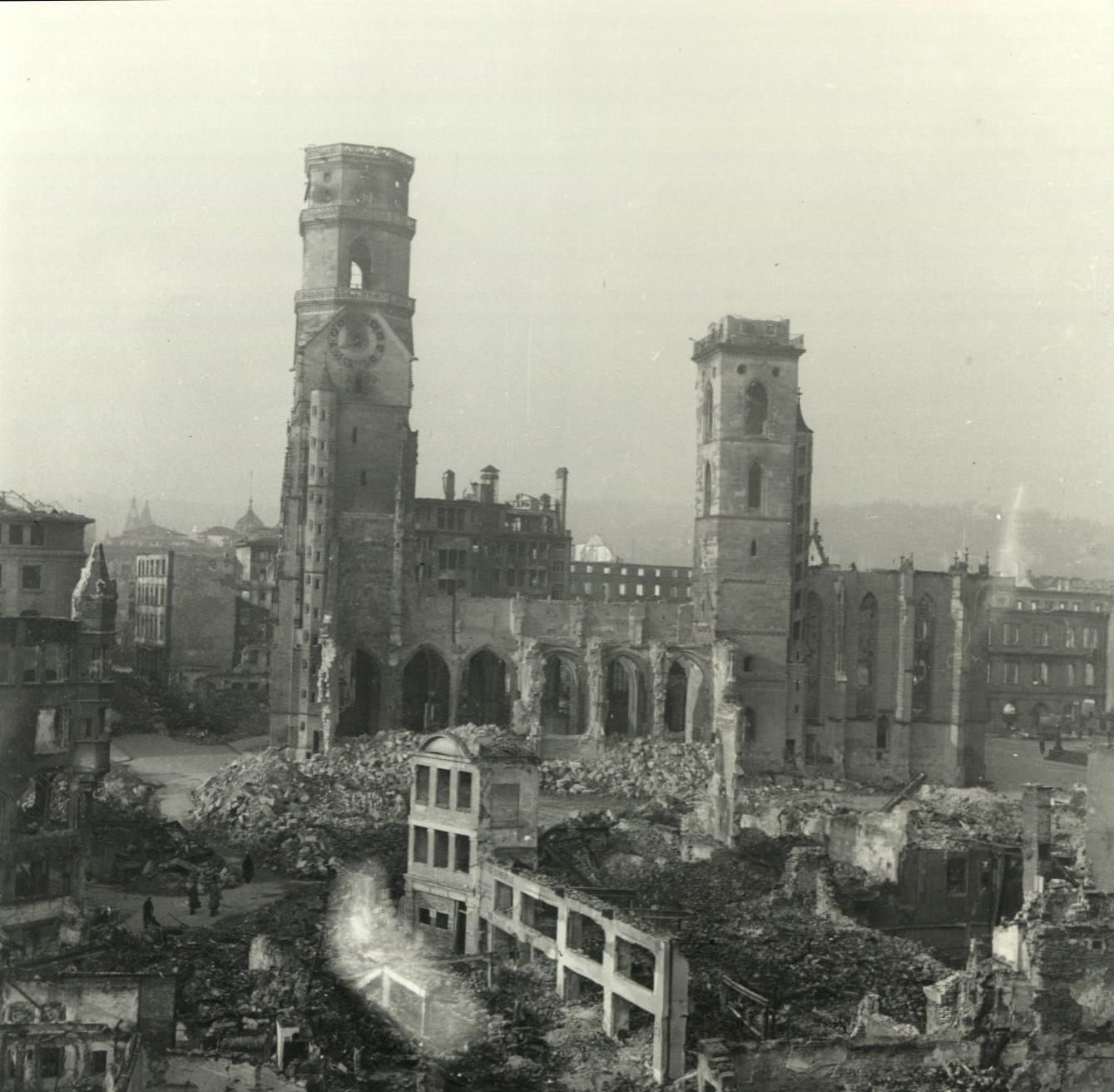
Zniszczona kolegiata w 1944 roku
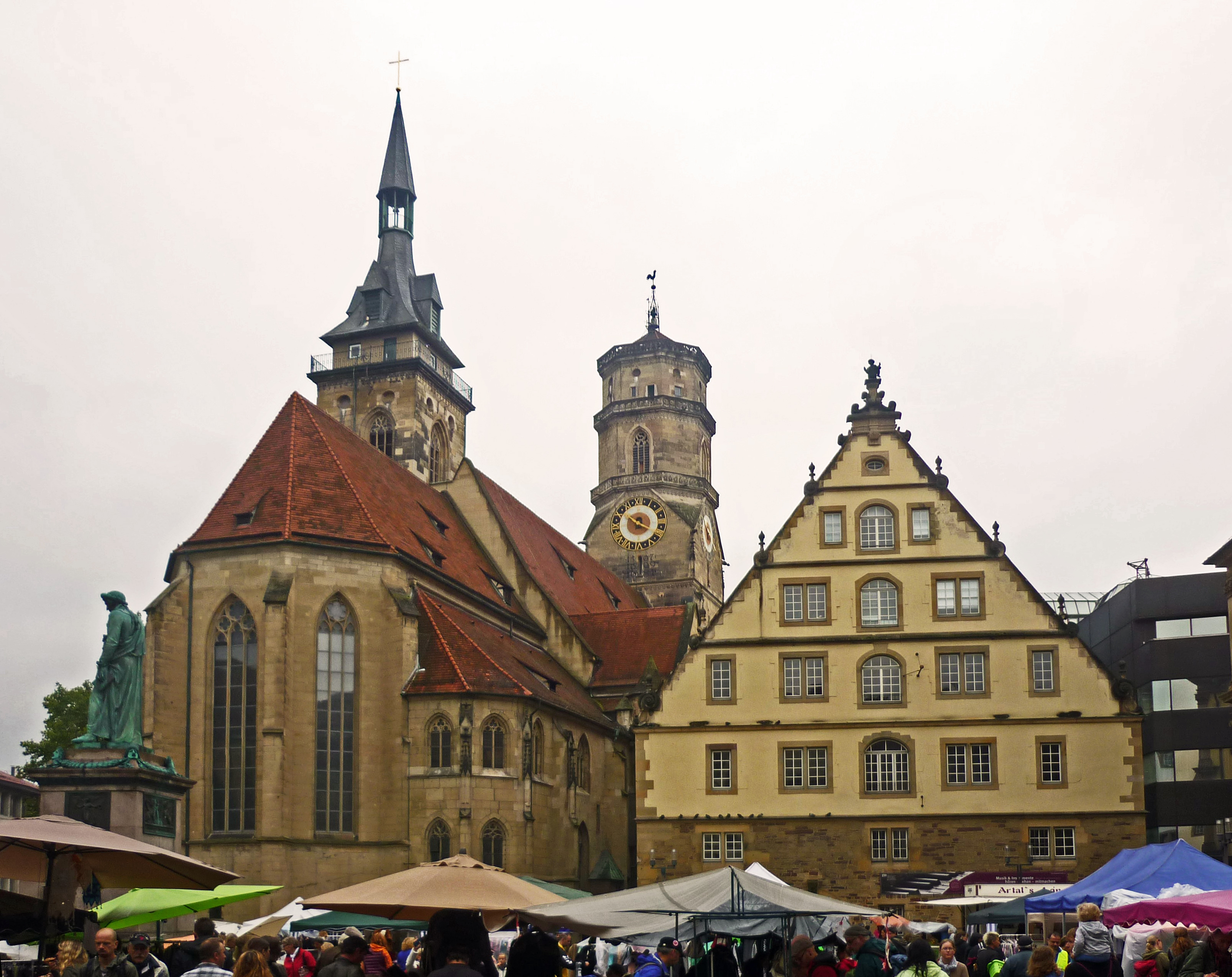
Widok z Schillerplatzu
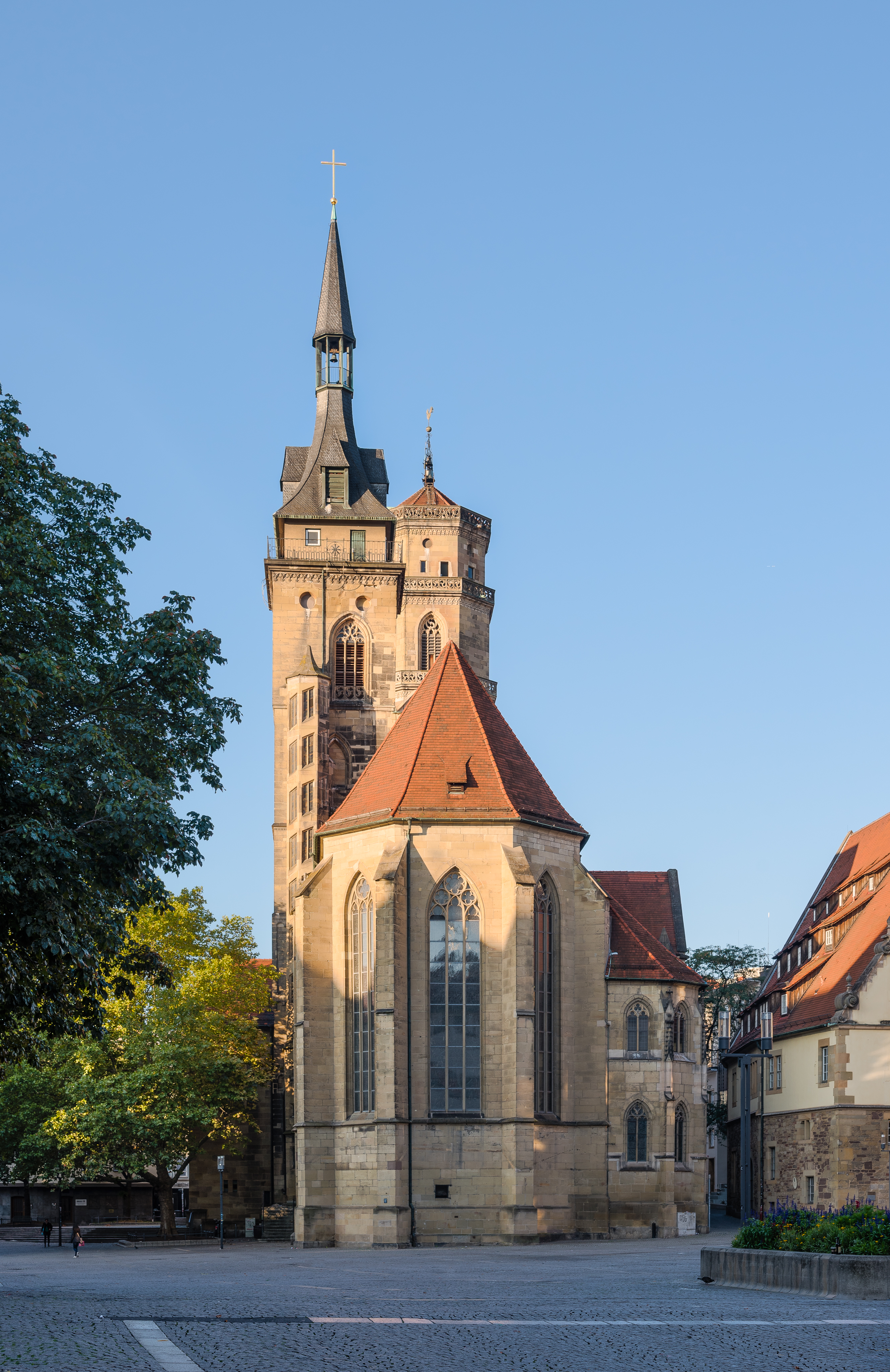
Prezbiterium
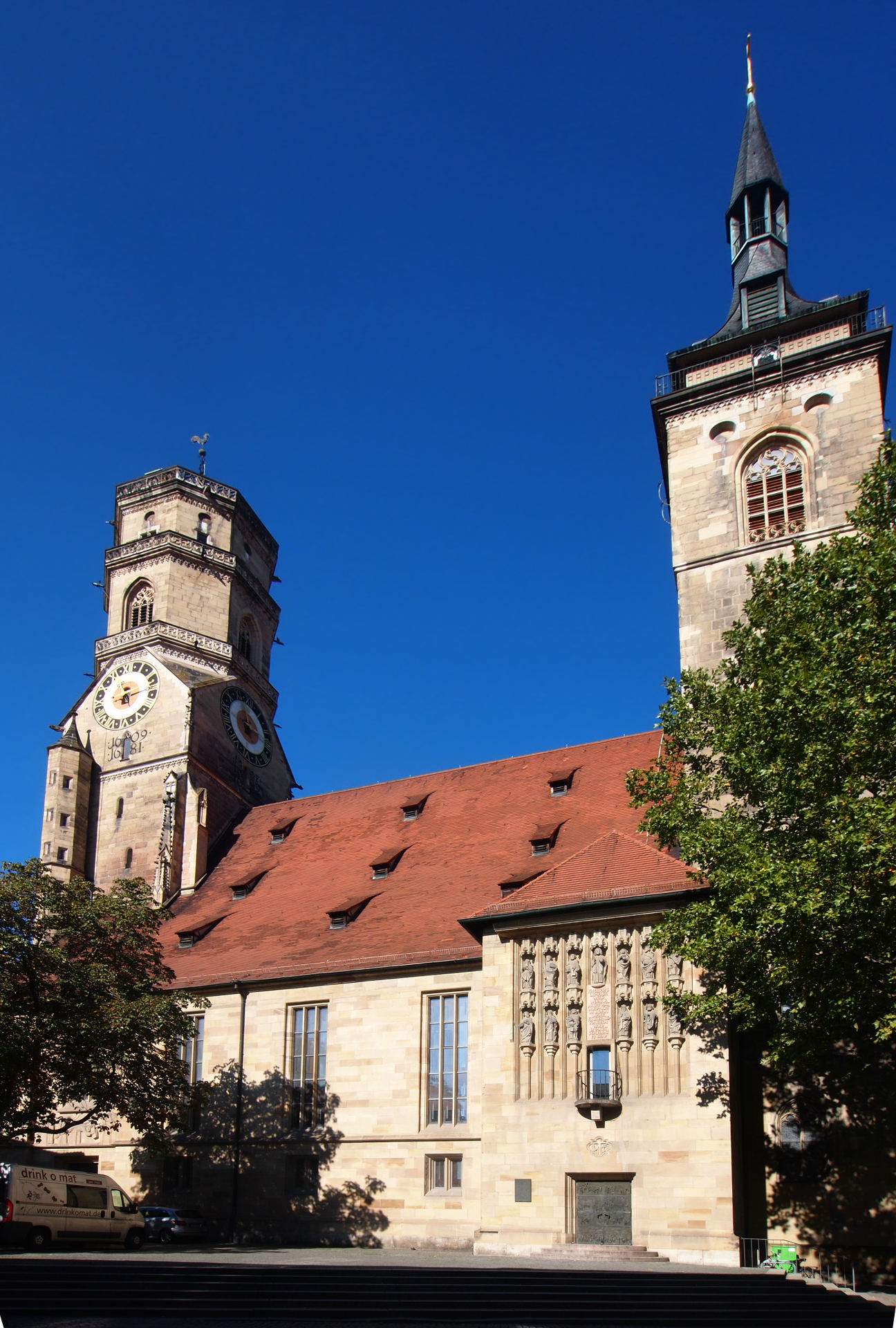
Widok ze wschodu
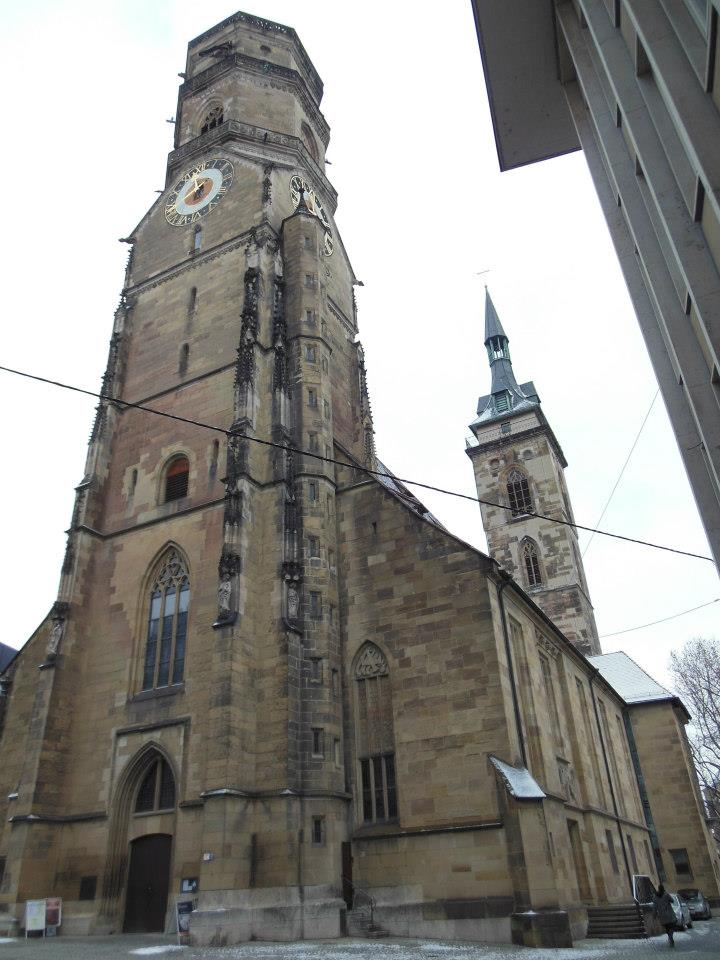
Fasada
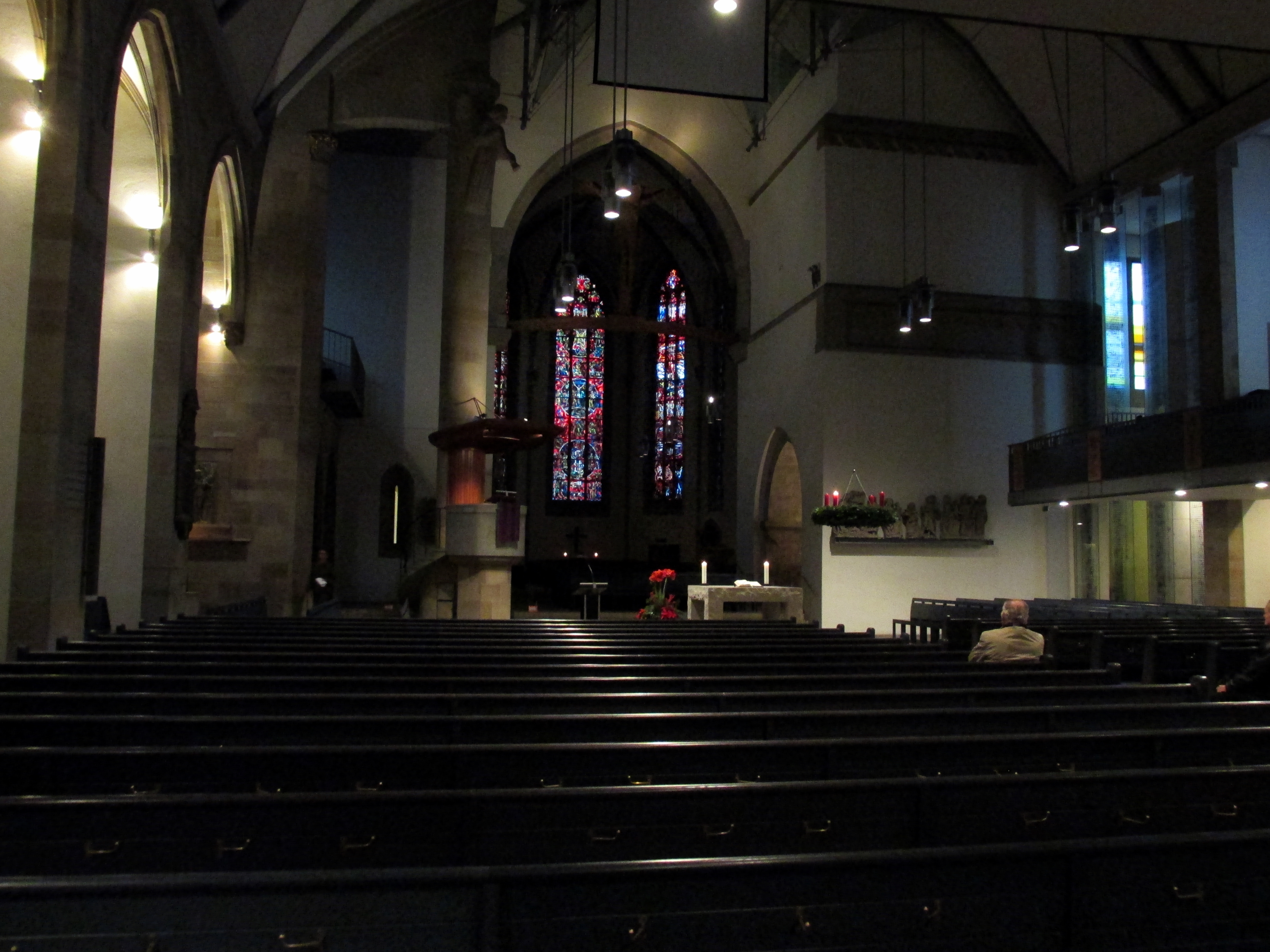
Wnętrze
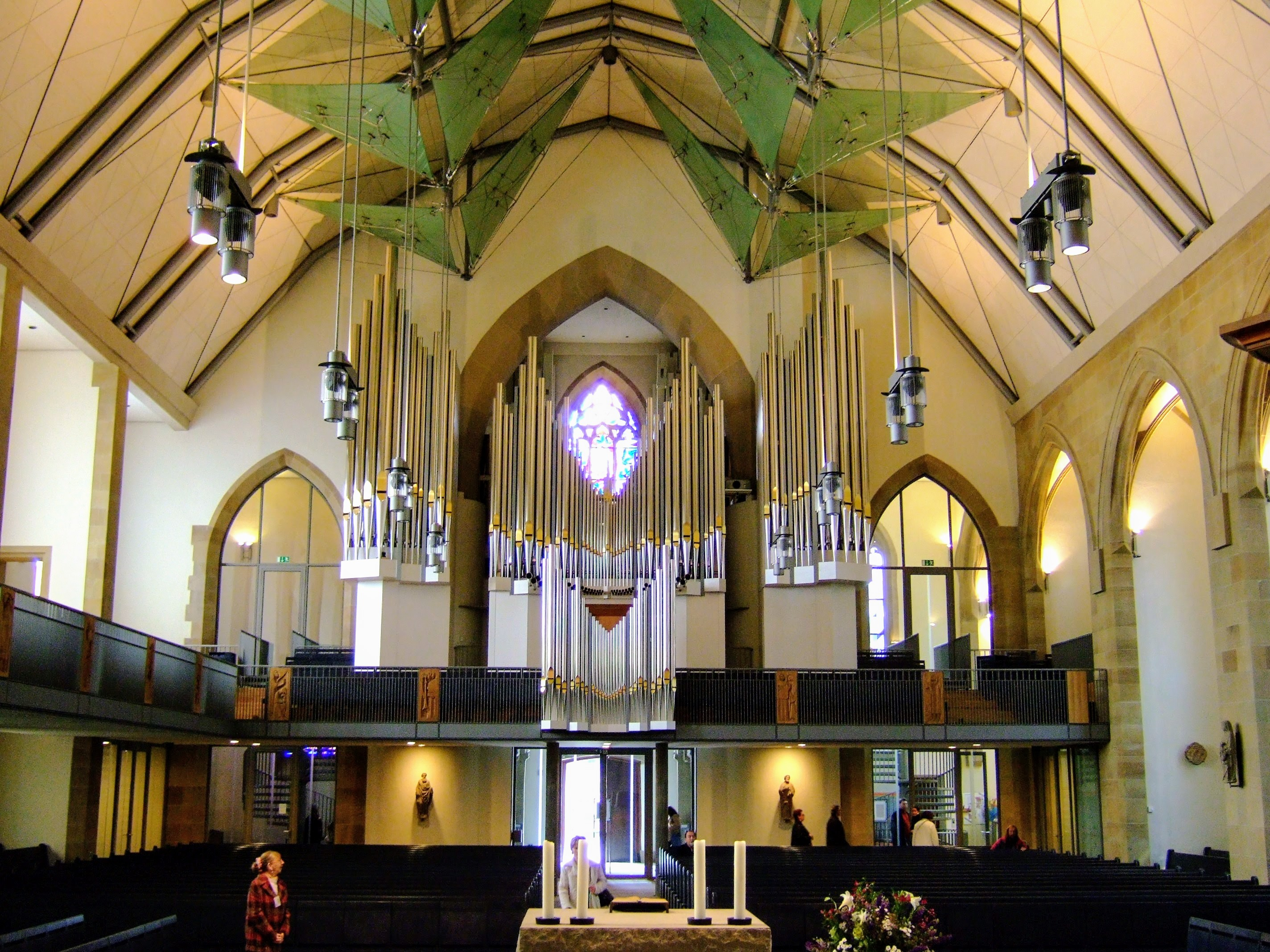
Organy
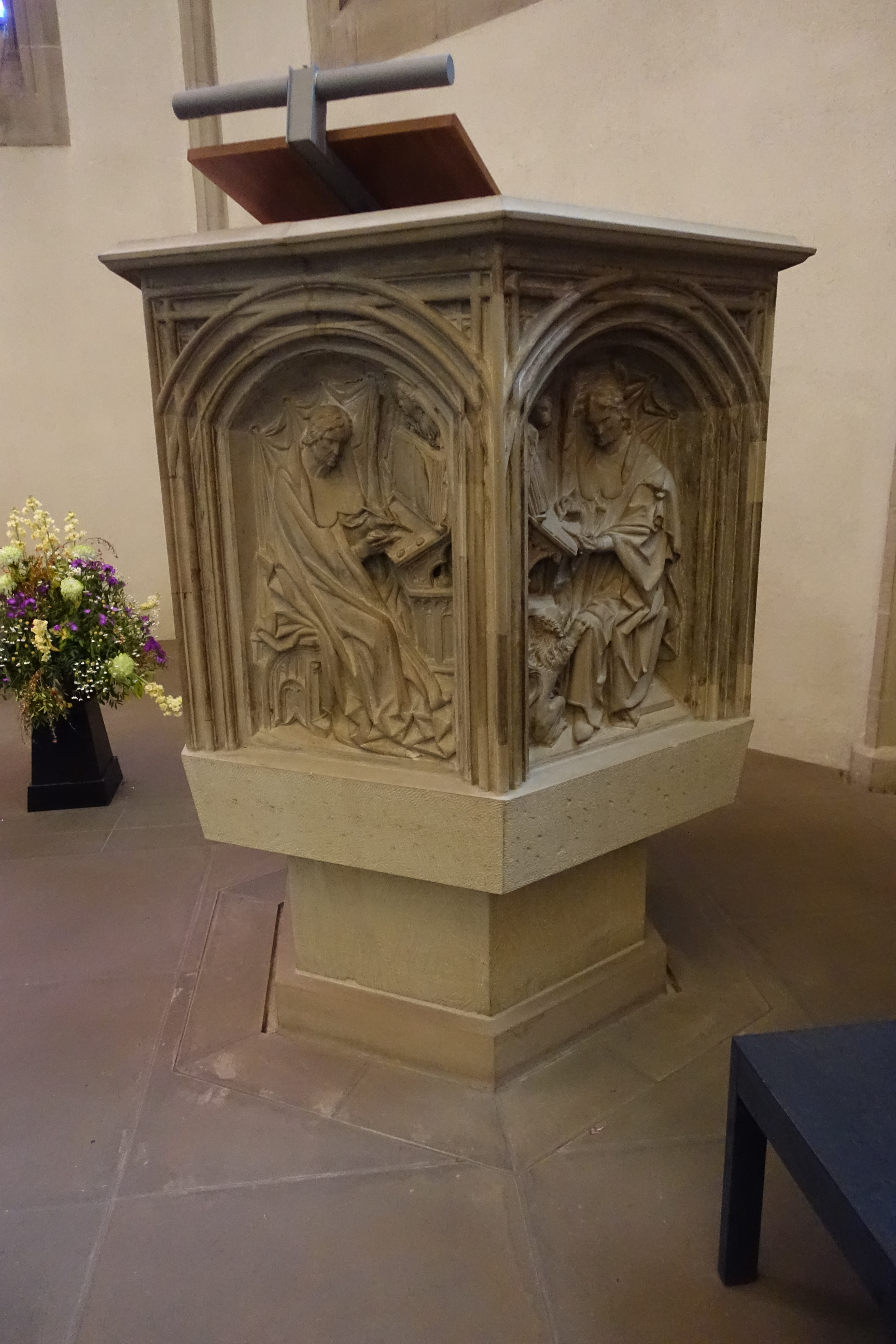
Zabytkowa ambona
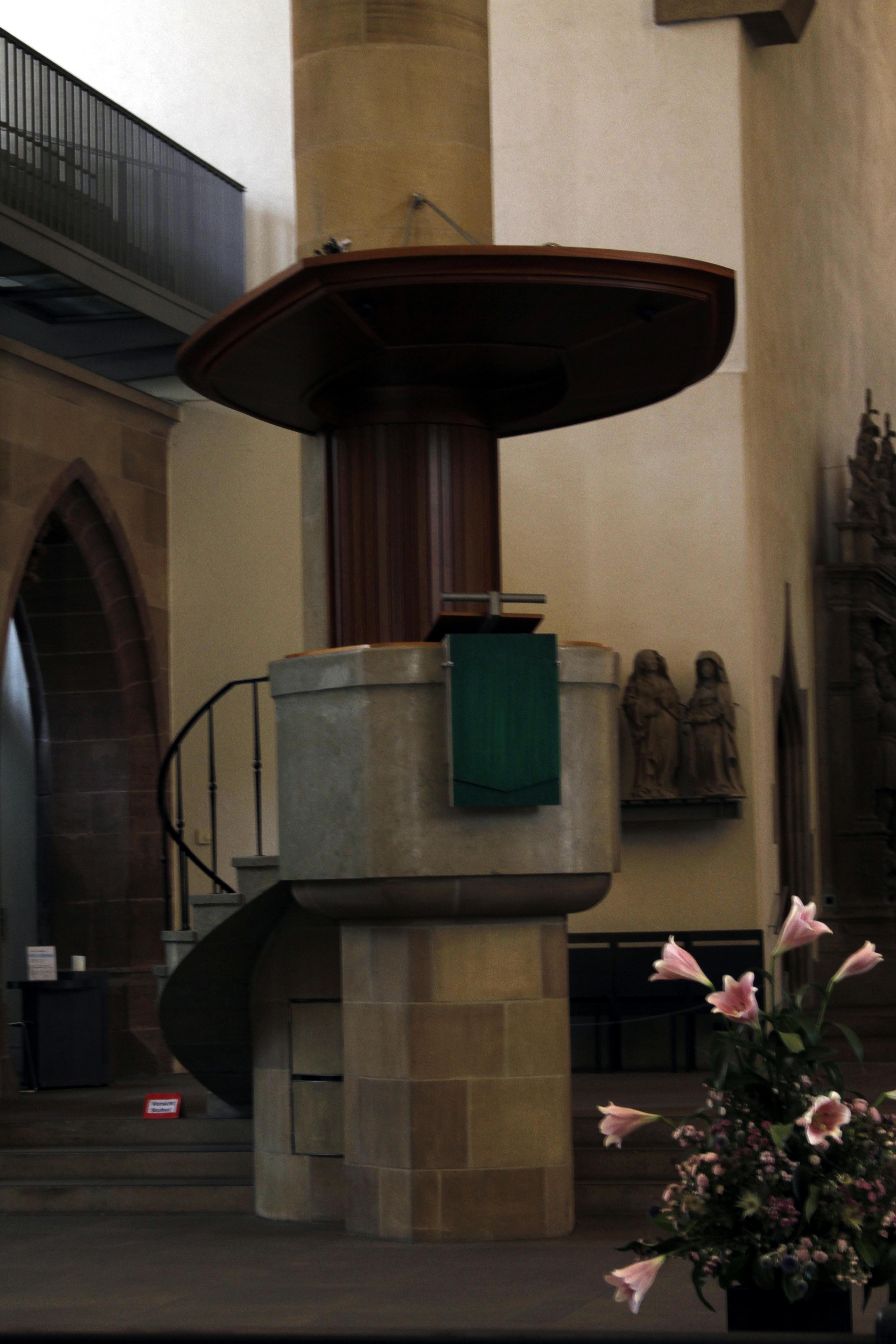
Współczesna ambona
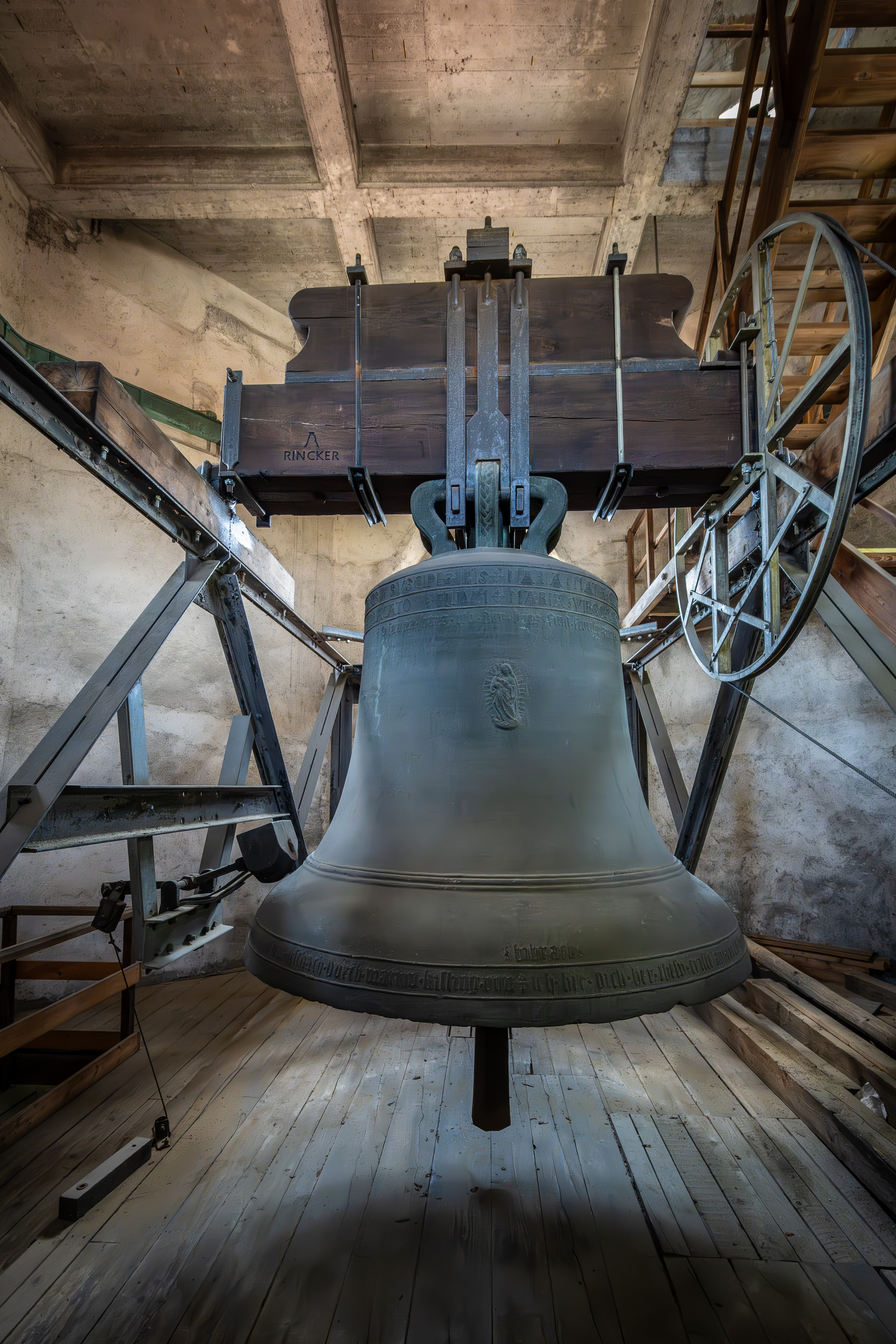
Dzwon na wieży